# OCREN
La società Officina Costruzioni Riparazioni Elettromeccaniche Napoletana S.p.A. (OCREN) è stata un'azienda italiana con sede a Napoli, attiva nel settore delle costruzioni e riparazioni meccaniche ed elettromeccaniche.

## Storia
La società fu costituita il 6 luglio 1931 con la denominazione di Elettromeccanica napoletana, che dal  25 luglio 1938 venne cambiata in Officina costruzioni riparazioni elettromeccaniche napoletana OCREN società anonima per azioni.
Al termine del secondo conflitto mondiale il 26 aprile 1947 è entrata a far parte del gruppo Bastogi, operando nel settore della fabbricazione di strutture per il trasporto ferroviario e nel settore elettromeccanico.
Il 18 novembre 1968 la società entrò a far parte dell'EFIM e il 21 dicembre 1970 venne fusa per incorporazione nella Società costruzioni meccaniche meridionali SpA (SCMM) che il 29 dicembre 1970 fu tra le aziende che costituirono la Italtrafo, società nella quale confluirono le attività elettromeccaniche acquisite dall'EFIM, e successivamente confluita nel 1977 nell'Ansaldo Trasporti.
Tra le realizzazioni alcune unità delle locomotive E.444 e D.341 e dell'elettromotrice ALe 601.